# Acanthobrama hulensis
Acanthobrama hulensis fue una especie de pez de agua dulce de la familia de los Cyprinidae en el orden de los Cypriniformes. Pertenecía a una de las varias especies extintas de la región mediterránea.

## Morfología
Los machos podían llegar alcanzar los 23 cm de longitud total.

## Reproducción
Era ovíparo.

## Distribución geográfica
Se encontraba en el Lago de Jule, el cual fue drenado por Israel, posiblemente causando la extinción de la especie, que fue vista por última vez en 1975.